# Сесилијан Картагенски
Сесилијан Картагенски је био хришћански епископ Картагине, познат по томе што је својим ставовима подстакао донатистичку јерес у северној Африци у 4. веку. 
Тадашња хришћанска заједница у римској провинцији Картагина је почетком 4. века била тешко погођена Диоклецијановим прогонима хришћана, али и унутрашњим раздором који су изазвали њени чланови који су се, настојећи очувати живот и породице, јавно одрекли своје вере. Покушај да се након завршетка прогона врате у заједницу је изазвао жестоко противљење фанатичних ревнитеља који су сматрали да се само хришћани који су бескомпромисно спремни на мучеништво могу сматрати правим хришћанима Они су своје противнике називали посрнулима ("издајницима"). Сесилијан је, као и његов претходник Менсурије, имао далеко умереније ставове. Након Менсуријеве смрти се, пак, против њега створила опозиција коју је водила богата хришћанска племкиња по имену Лусила. На њену страну је стао и Секунд, епископ Тигисте и Сесилијану надређени архиеписккоп Африке. 311. године је одржан сабор на коме је Сесилијан екскомунициран, свргнут и на његово место постављен Мајорино. Сесилијан и његове присталице су, пак, одбиле прихватити ту одлуку.
У спор се због тога умешао римски папа Милтидад, као и цар Константин Велики, који је 313. Миланским едиктом легализовао хришћанство у Римском царству. Обојица подржала Сесилијана, а Константин је у својим едиктима изричито описао Мајоринове и његове присталице као "лудаке". 314. године су те одлуке потврђене на Сабору у Арлесу, а 316. и пред царем лично који је, настојећи решити спор, наредио да се црквена имовина које су контролисале Мајоринове присталице, одузме и преда Сесилијану. Раскол међу северноафричким хришћанима се, међутим, наставио.
Сесилијан је био учесник Првог васељенског сабора